# Santa Ana (Californië)
Santa Ana is een stad in Orange County in het zuiden van de Amerikaanse staat Californië en telt 310.557 inwoners (2020) op een oppervlakte van 70,2 km². De stad is onderdeel van de agglomeratie Los Angeles.

## Demografie
Van de bevolking is 5,5 % ouder dan 65 jaar en bestaat voor 12,7 % uit eenpersoonshuishoudens. De werkloosheid bedraagt 4,6 % (cijfers volkstelling 2000).
Ongeveer 76,1 % van de bevolking van Santa Ana bestaat uit hispanics en latino's, 1,7 % is van Afrikaanse oorsprong en 8,8 % van Aziatische oorsprong.
Het aantal inwoners steeg van 294.309 in 1990 naar 337.977 in 2000.

## Klimaat
In januari is de gemiddelde temperatuur 14,1 °C, in juli is dat 22,6 °C. Jaarlijks valt er gemiddeld 311,7 mm neerslag (gegevens op basis van de meetperiode 1961-1990).

## Plaatsen in de nabije omgeving
Santa Ana ligt in de metropole regio van Los Angeles, zo'n vijftig kilometer ten zuidoosten van deze stad, en dertig kilometer ten oosten van Long Beach. Het stadscentrum is zo'n twintigtal kilometer in vogelvlucht verwijderd van de Californische kust van de Grote Oceaan.
De onderstaande figuur toont nabijgelegen plaatsen in een straal van 16 km rond Santa Ana.

## Geboren
- Don Edmunds (1930-2020), Formule 1-coureur
- Roy Estrada (1943), basgitarist en rockzanger
- Michelle Pfeiffer (1958), actrice
- Ted Elliott (1961), scriptschrijver
- Taylor Dent (1981), tennisser
- Cynthia Denzler (1983), Colombiaans alpineskiester
- Daniel Antúnez (1986), voetballer
- Drake Bell (1986), acteur
- Lindsey Stirling (1986), violiste
- Michael B. Jordan (1987), acteur
- Mitchell Whitmore (1989), langebaanschaatser
- Dinah Jane Hansen (1997), zangeres